# (4530) Smoluchowski
(4530) Smoluchowski es un asteroide perteneciente al cinturón de asteroides, descubierto el 1 de marzo de 1984 por Edward Bowell desde la Estación Anderson Mesa (condado de Coconino, cerca de Flagstaff, Arizona, Estados Unidos).

## Designación y nombre
Designado provisionalmente como 1984 EP. Fue nombrado Smoluchowski en honor al físico y astrónomo polaco Roman Smoluchowski nacido en el imperio austro-húngaro, nacionalizado estadounidense en 1944.

## Características orbitales
Smoluchowski está situado a una distancia media del Sol de 3,115 ua, pudiendo alejarse hasta 3,424 ua y acercarse hasta 2,807 ua. Su excentricidad es 0,099 y la inclinación orbital 5,214 grados. Emplea 2008 días en completar una órbita alrededor del Sol.

## Características físicas
La magnitud absoluta de Smoluchowski es 12,5. Tiene 15,732 km de diámetro y su albedo se estima en 0,086.